# Philip Henry Gosse
Philip Henry Gosse, född den 6 april 1810 i Worcester, död den 23 augusti 1888 nära Torquay, var en engelsk zoolog, far till Edmund Gosse.
Gosse vistades 1827–1839 i Kanada och Förenta staterna, varunder han samlade och studerade insekter. Han skildrade sina studieresor i The canadian naturalist (1840) och reste 1844 till Jamaica, vars fåglar han beskrev i The birds of Jamaica (1847). 
Gosse behandlade sedan de mikroskopiska djuren, särskilt hjuldjuren, över vilka han skrev två avhandlingar i Philosophical Transactions, samt havsfaunan, åt vilken han ägnade sitt mest betydande verk, Actinologia britannica: a history of the british sea anemones and corals (1860). 
Gosse, som vidare utgav många vetenskapliga och populära skrifter, var sedan 1856 ledamot av Royal Society i London.